# Linda Thom
Linda Mary Alice Thom, född 30 december 1943 i Hamilton i Ontario, är en kanadensisk före detta sportskytt.
Thom blev olympisk guldsmedaljör i pistol vid sommarspelen 1984 i Los Angeles.